# 艾司西酞普兰
艾司西酞普兰（INN：escitalopram），或称依地普仑 ，商品名来士普（Lexapro）等，是一种选择性5-羟色胺再摄取抑制剂（SSRI）类抗抑郁药。 美国食品药品监督管理局（FDA）批准其用来治疗成人和12岁以上儿童的重度抑郁症（MDD）和广泛性焦虑症（GAD）。
艾司西酞普兰是早期靈北製藥生产的西酞普兰之(S)-立体异构体 (左-对映体)，所以在名称上增加了“艾司”（es）二字。
艾司西酞普兰的剂量有5毫克，10毫克，15毫克，20毫克四种，不良反应可能有失眠、恶心，出汗增加、疲劳和嗜睡、射精障碍以及性欲减退。

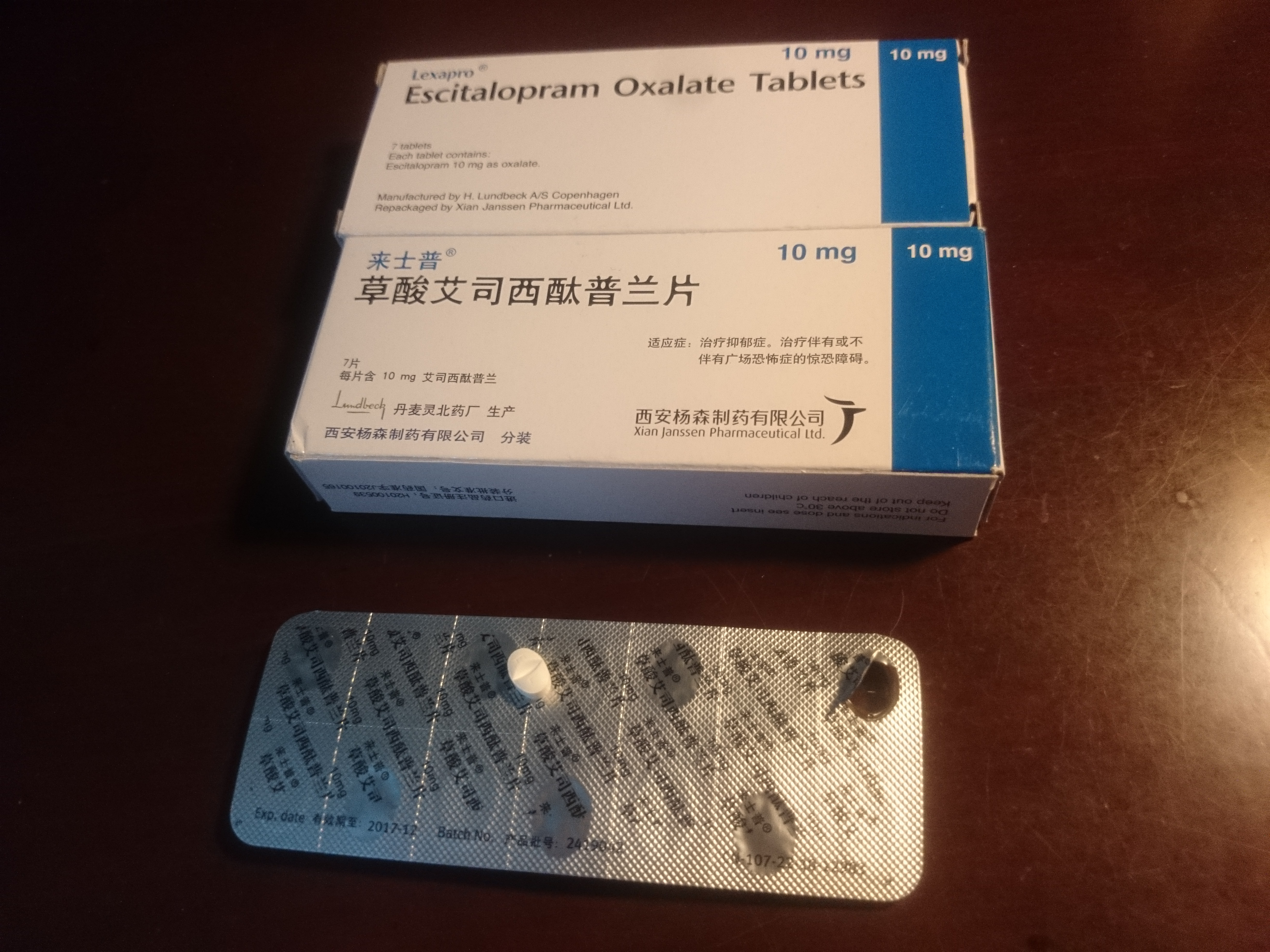
在中国大陆销售的草酸艾司西酞普兰片（来士普®），规格为10mg * 7片

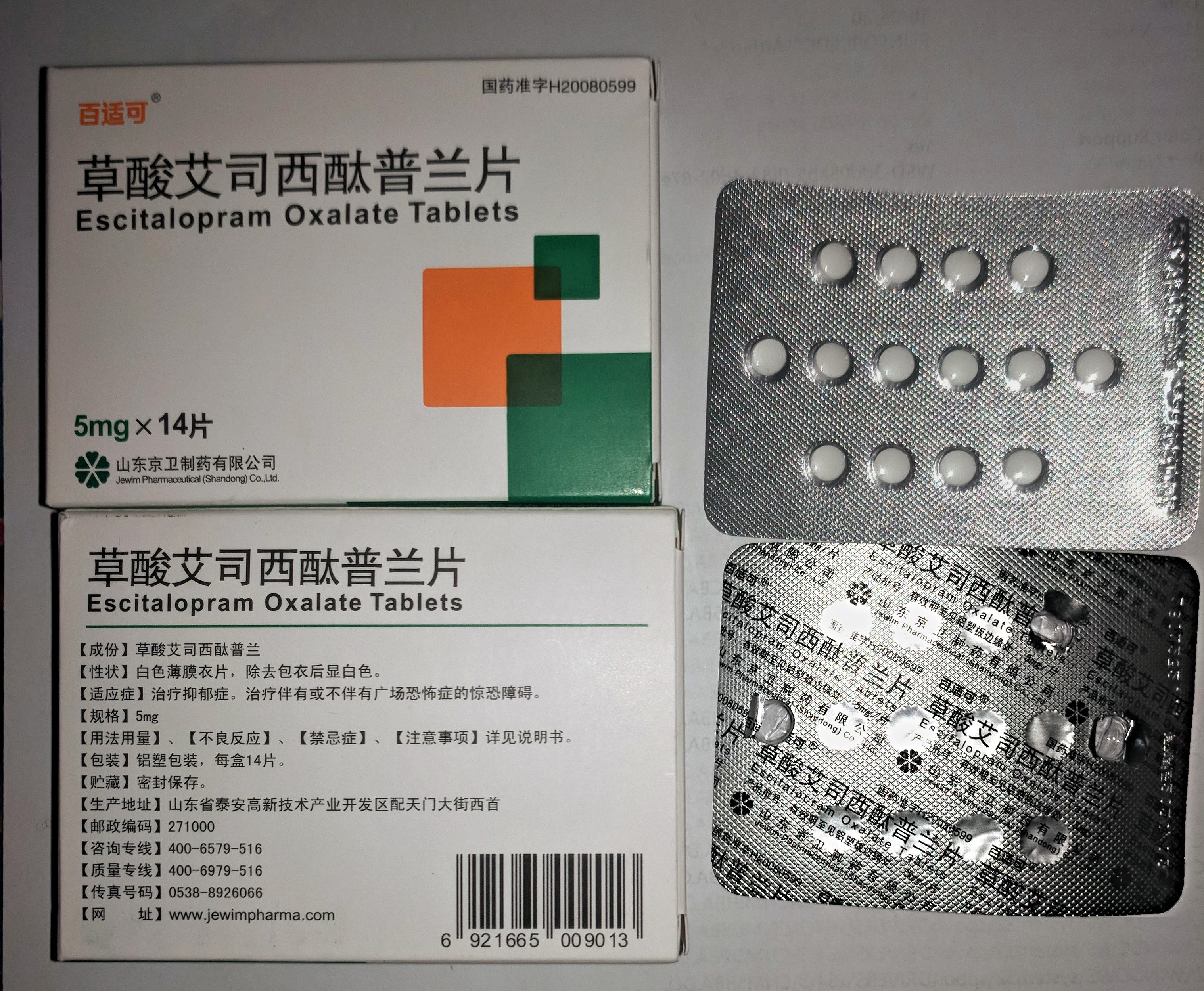
在中国大陆销售的通用名草酸艾司西酞普兰片（百适可），5mg * 14片

## 引用
1. ↑  drugs.com Drugs.com international: Escitalopram （页面存档备份，存于） Page accessed April 25, 2015
2. ↑  王宏燕,任布聪. 草酸艾司西酞普兰联合盐酸度洛西汀治疗抑郁症的效果分析[J]. 中国实用医刊,2023,50:(10)：98-100.DOI:10.3760/cma.j.cn115689-20230220-01355
3. ↑  温预关,曾转萍,廖日房,等.草酸依地普仑片多次给药药动学研究[J].中国医院药学杂志, 2007.DOI:CNKI:SUN:ZGYZ.0.2007-12-009.
4. ↑  NHS pays millions of pounds more than it needs to for drugs （页面存档备份，存于）, The Independent. Retrieved 05/10/2011.
5. ↑  . The American Society of Health-System Pharmacists.   [2017-12-28]. （原始内容存档于2017-12-29）.